# إيرل لوسون
إيرل لوسون هو سياسي كندي، ولد في 21 أكتوبر 1891 في هاميلتون في كندا، وتوفي في 13 مايو 1950. حزبياً، نشط في حزب كندا المحافظ. وقد انتخب عضو مجلس العموم الكندي.